# پیز کوروتش
پیز کوروتش (به لاتین: Piz Corvatsch) یک کوه در سوئیس است که در کانتون گراوبوندن واقع شده‌است. پیز کوروتش ۳٬۴۵۱ متر بالاتر از سطح دریا واقع شده‌است.